# Stęszew
Stęszew es una localidad de Polonia. Situada en Poznań, región o voivodato de la Gran Polonia.

## Geografía
5.248 habitantes (2004).

## Hermanamientos
- Pleine-Fougères (Bretaña), Francia
- Huerta de Rey (Castilla y León), España

- Datos: Q638725
- Multimedia: Stęszew / Q638725

1. ↑  Worldpostalcodes.org,código postal n.º 62-060.